# Brettspiel für den „Langen Puff“

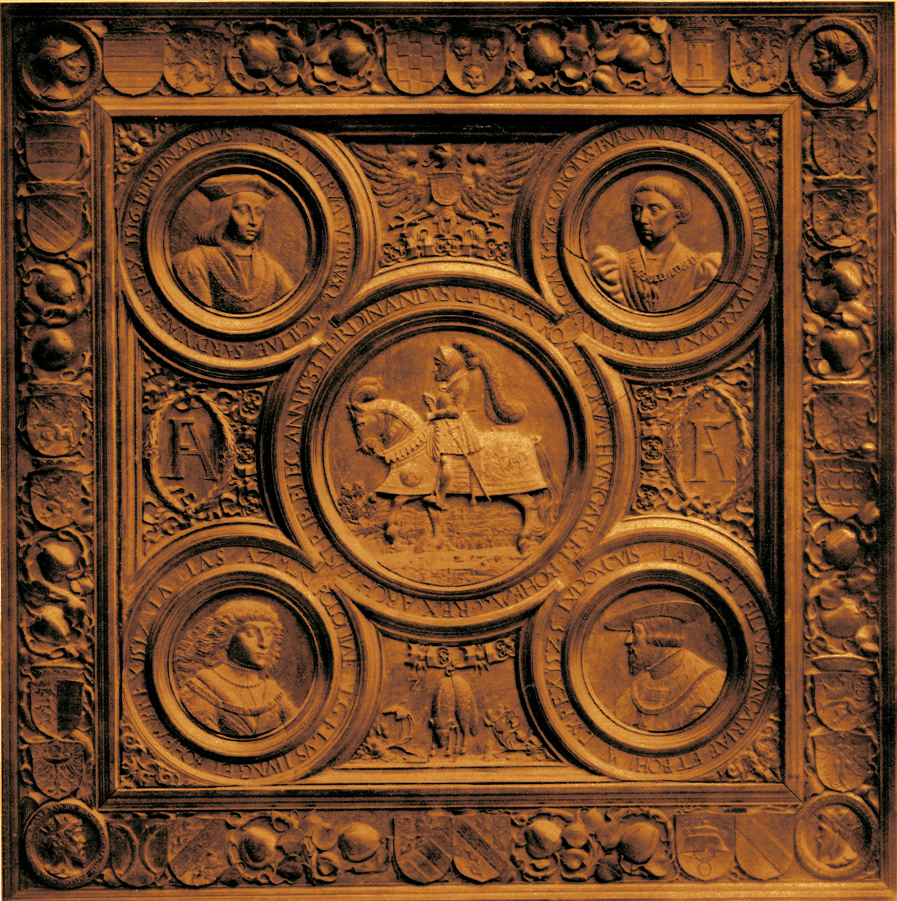
„Rechte“ Außenseite des Spielbretts mit dem Reiterbild Kaiser Ferdinands I., 1537

Das Brettspiel für den „Langen Puff“ ist ein künstlerisch und kunsthistorisch äußerst wertvolles Spielbrett samt Spielsteinen für das Wurfzabel-/Puff-Spiel, eine Variante von Backgammon. Das Kunstwerk entstand im Jahr 1537 durch das Zusammenwirken verschiedener Personen, die jeweils individuell zu würdigende Leistungen auf den Gebieten der inhaltlichen Programmgestaltung, des künstlerischen Entwurfs und der kunsthandwerklichen Ausführung vollbrachten. Seine künstlerische Bedeutung lässt sich ansatzweise aus der zeitweisen, fälschlichen Zuschreibung an Albrecht Dürer oder der – wenn auch recht undifferenzierten und pauschalen – Feststellung des Historikers Franz Ludwig von Baumann ableiten, dass das Spielbrett mit den dazugehörigen Spielsteinen „wegen seiner unvergleichlichen, an Figuren, Medaillons und Ornamenten reichen Ausführung zum schönsten gehört, was die Renaissance hervorgebracht hat.“ Es ist in Raum XXXI der Kunstkammer des Kunsthistorischen Museums Wien ausgestellt. Auf der Website des Museums ist das Kunstwerk umfang- und detailreich dokumentiert.

## Entstehung
Das Spiel gelangte wahrscheinlich als Geschenk des Patriziers Georg Hörmann oder zumindest durch dessen Vermittlung an den römisch-deutschen König Ferdinand I., der Hörmann 1534 zu seinem Rat ernannt hatte. Es wurde in der Werkstatt des Kaufbeurer Künstlers Hans Kels des Älteren wohl unter maßgeblicher Mitwirkung seiner Söhne Hans Kels des Jüngeren und Veit Kels umgesetzt. Die Unterscheidung der drei Künstler wird durch ihr Zusammenwirken in diesem hinsichtlich Stil und Kunstfertigkeit äußerst homogen erscheinenden Werk erschwert und legt den Gedanken an eine „Marke Hans Kels“ mit einem hausinternen System konsistenter Arbeitsteilung und gegenseitiger Qualitätskontrolle nahe. Bis heute gibt es keinen abschließenden Konsens unter den Kunsthistorikern über den tatsächlichen Beitrag der einzelnen Familienmitglieder zu diesem Kunstwerk. Die souverän gehandhabte Komplexität des gesamten Entstehungsprozesses setzte einen symbiotischen Austausch von Ideen und Ressourcen voraus, der neben den ausführenden Künstlern auch die Werkstatt Jörg Breus des Älteren einbezog, die den künstlerischen Entwurf besorgte, und den programmatischen Ideengeber Georg Hörmann, der an der Universität Tübingen eine humanistische Bildung genossen hatte und über sein weitgespanntes Netzwerk Porträtvorlagen zum Beispiel in Form von Schaumünzen und Medaillen beisteuern konnte. Die Kunsthistorikerin Elisabeth Scheicher merkt zu den sich hieraus ergebenden Darstellungsmöglichkeiten an:

„Die scheinbar divergierenden Strömungen der deutschen Spätrenaissance in Gestalt einer noch lebendigen mittelalterlichen Tradition der Bildsprache einerseits und des machtvollen Aufbruchs in die Welt der antiken Literatur andererseits, treten am inhaltlichen Programm der Darstellungen in kaum zu übertreffender Klarheit vor Augen.“

## Beschreibung des Spielbretts
Das Spielbrett besteht aus zwei von ziselierten Bronzescharnieren zusammengehaltenen Holztafeln, die sich nach Art heutiger Backgammonspiele auf- und zuklappen lassen, und wurde in Eiche, Nuss, Palisander/Rosenholz und Mahagoni ausgeführt.
Die beiden quadratischen Außenseiten (Höhe 56 cm, Breite 56 cm) dienen mit ihrem genealogischen und heraldischen Programm der Verherrlichung der habsburgischen Monarchen Kaiser Karl V. und seines Bruders König Ferdinand I., die jeweils auf den großen Zentralmedaillons (Durchmesser 23,8 cm) dargestellt sind. An diese schließen sich auf den Bilddiagonalen zwei weitere Ebenen von Medaillons an. Die unmittelbar verbundenen, etwas kleineren (Durchmesser 16 cm) beziehen sich auf Herrscher aus dem Umfeld des in der Mitte Dargestellten. Die kleinen Eckmedaillons stellen einen angenommenen gesamthistorischen Kontext her.
Die eine Seite zeigt im zentralen Medaillon den geharnischten Ferdinand I. hoch zu Ross vor einer detailreich ausgearbeiteten Vorgebirgslandschaft. Auf dem Boden im Vordergrund der Szenerie ist ein Täfelchen abgebildet, auf dem das Werk mit HANS KELS ZV KAVFBEIREN signiert ist. Über Ferdinand I. befindet sich sein Königswappen, unter ihm das hängende Widderfell des Ordens vom Goldenen Vlies. Links und rechts des Zentralmedaillons weisen Monogramme – bestehend aus einem A, das von einem F überlagert wird – auf die Verbundenheit Ferdinands I. mit seiner Gemahlin Anna von Böhmen und Ungarn hin. Hieran schließen sich die mittelgroßen Medaillons mit den jugendlichen Porträts seines Großvaters mütterlicherseits, Ferdinand II. († 1516), und seines Urgroßvaters mütterlicherseits, Karls des Kühnen († 1477), das Porträt seines Schwiegervaters, König Ladislaus II. († 1516), und seines Schwagers, König Ludwig II. († 1526), an. In den Eckmedaillons werden die Monarchen von vier antiken Großreichen gezeigt: Ninos (Assyrien), Kyros (Persien), Alexander (Griechenland) und Romulus (Rom).

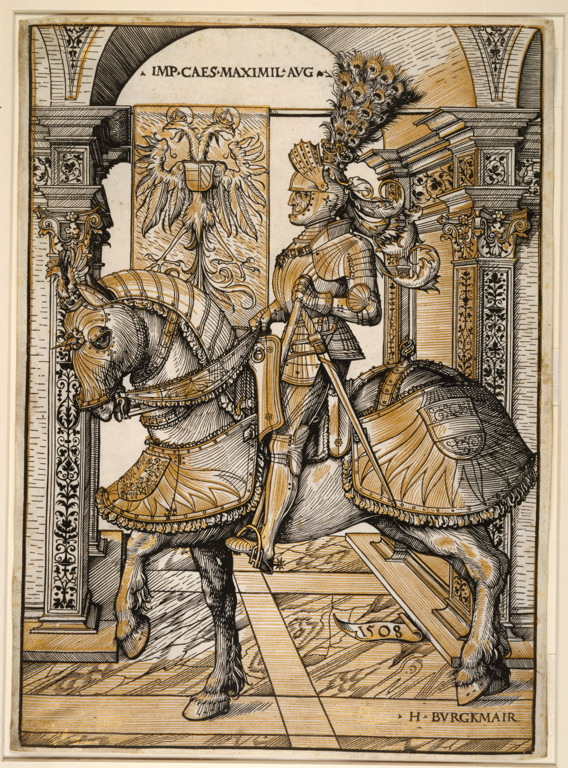
Hans Burgkmair, Reiterbild Maximilians I., 1508

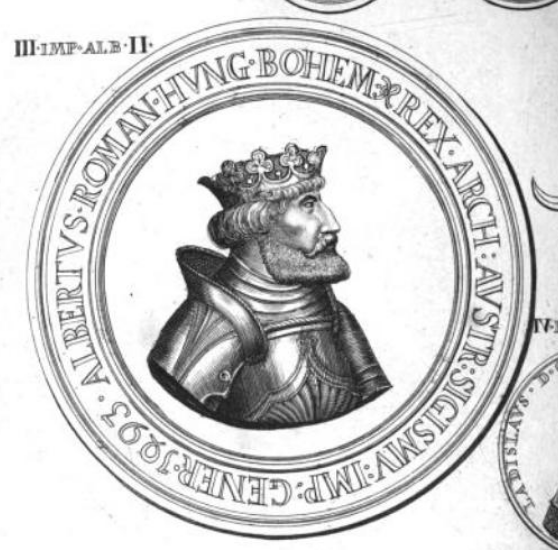
Vorlage für das Medaillon Albrechts II. mit falscher Jahreszahl, Carl Gustav Heraeus 1828

Die andere Spielbrettseite zeigt im zentralen Medaillon Kaiser Karl V., der den Konzeptersteller Hörmann nobilitiert hatte, als geharnischten Reiter.
Als künstlerisches Vorbild beider Reiterdarstellungen ist Hans Burgkmairs Reiterbild Kaiser Maximilians I. von 1508 anzusprechen, was angesichts des zwischenzeitlich eingetretenen modischen Wandels und waffentechnischen Fortschritts bereits 1537 bei Rossen und Reitern archaisierend anmutete.
Über dem Medaillon mit Karl V. ist der doppelköpfige Reichsadler dargestellt, darunter wiederum der Orden vom Goldenen Vlies, dessen Großmeister Karl V. zu dieser Zeit war. Links und rechts neben diesem Medaillon befinden sich die Säulen des Herkules mit dem Wahlspruch Karls. V. „PLVS VLTRE“. Um das Reiterbild gruppieren sich vier etwas kleinere Medaillons mit den Porträts von habsburgischen Herrschern, nämlich König Albrecht II. († 1439, mit falscher Jahreszahl 1493), der Urgroßvater Karls und Ferdinands väterlicherseits, Kaiser Friedrich III. († 1493), ihr Großvater Kaiser Maximilian I. († 1519) und ihr Vater Philipp I. (Kastilien) († 1506). In den Eckmedaillons findet sich die ideelle Begründung des Kaisertums des Heiligen Römischen Reiches im Kaisertum Roms: die allegorische Darstellung der Kaiserwürde mit der lateinischen Umschrift DIVVS IVLIVS CAESAR PRIMVS ROMAE IMPERATOR MAIESTATEM TENVIT (deutsch: Der göttliche Julius Cäsar hatte als erster Kaiser Roms die Herrschaft inne), ferner die Kaiser Augustus, Trajan und Konstantin der Große.
Beide Programmseiten enthalten zwischen den Eckmedaillons eine 7,2 cm breite bordürenartige Einfassung mit symbolträchtigen Quitten und dazwischen 48 paarweise angeordneten Wappen von Ländern des Habsburgerreiches wie etwa Kastilien, Sizilien, Kroatien, Mallorca, Korsika, Schlesien, Holland und Burgund.
Die Innenseite des Brettes enthält den Spielplan, dessen dreieckige Spielfelder in kostbaren Intarsien gearbeitet sind. Die ebenfalls bordürenartige Einfassung des Spielplans zeigt geschnitzte Rankenornamente mit Tieren und Fabelwesen (unter anderem Einhorn, Elefant, Löwe, Kranich, Bär, Hirsch, Wildschwein, Pfau und Phönix) und Medaillons. Letztere enthalten in völliger Abkehr von offensichtlich dynastischen und herrschaftspolitischen Themen literarische Motive. Ein Zusammenhang mit dem gerühmten Herrscherhaus ist allenfalls noch in ihrem moralisierenden Anspruch zu sehen. Abgebildet sind beispielsweise die Verwandlung der Gefährten des Odysseus durch die Zauberin Kirke, die Enthauptung der Brasilia aus Dyrrachium, der Ehebruch der Venus und des Mars und die (historisch falsche) eigenhändige Ermordung der Kaisermutter Agrippina die Jüngere durch Kaiser Nero.
Die Spielplanseite und die nachfolgend beschriebenen Spielsteine greifen vielfach Geschehnisse aus den Metamorphosen Ovids auf. Ferner finden sich Stoffe weiterer antiker Autoren, wie zum Beispiel Homer, Herodot, Horaz und Livius, sowie aus dem Alten Testament, der Hagiographie und mittelhochdeutschen Mären. Die Protagonisten sind in der aktuellen Renaissancemode gekleidet bzw. die vielfach nackten Damen weisen dem damaligen Schönheitsideal entsprechend füllige Figuren auf. Als künstlerische Vorbilder sind neben eigenen Bildern Jörg Breus des Älteren auch Werke zeitgenössischer Künstler wie Albrecht Dürer, Hans Baldung, Hans Sebald Beham und Lukas Cranach nachweisbar.

## Beschreibung der Spielsteine
Zum Spiel gehören 32 Spielsteine mit einem Durchmesser von je 6,5 cm. Diese sind farblich kontrastierend in Buchsbaumschnitzerei auf Eiche ausgeführt und geben alttestamentliche, mythologische und historisch-sagenhafte Szenen wieder, die auf den Rückseiten der Spielsteine durch kurze lateinische Inschriften erklärt werden und einen Bezug zu Liebe bzw. Sexualität aufweisen, was Güthner damit erklärt, dass „Brettspiele als eine bevorzugte Beschäftigung der Liebenden galten“.
Beispielhaft seien folgende Spielsteine erwähnt:
Spielsteine mit alttestamentlichen Szenen
- ADAM ET EVA:[20] Adam und Eva, vgl. hierzu als künstlerisches Vorbild den Kupferstich von Hans Sebald Beham (1536)[21]
- BERSABE VXOR VRIAE:[22] David und Batseba
- DALIDA SAMSONIS SCORTUM:[23] Samson und Deliah

Spielsteine mit mythologischen Szenen
- ACTAEON IN CERVVM MVTATVS:[24] Aktaeon, in einen Hirsch verwandelt, Diana und Aktaion
- IOLE ETHOLORVM REGIS FILIA:[25] Iole, Tochter des Königs der Aitoler, Herakles und Iole
- LEANDER ET HERO:[26] Hero und Leander

Spielsteine mit historisch-legendären Szenen

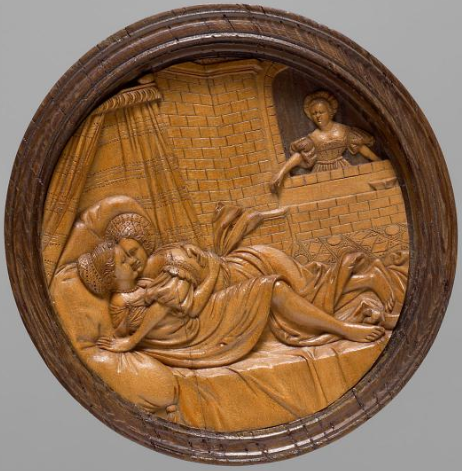
Spielstein Clodius Pulcher und Pompeia im Kunsthistorischen Museum

- ACHILLES ET DEIDAMIA:[27] Achilleus und Deidameia
- AMICA ARISTOTELIS:[28] Die Freundin des Aristoteles, Darstellung: Aristoteles und Phyllis
- CLODIVS MVLIEB[RI] VESTE AMICTVS ADVL[TERIUM] COMITTENS:[29] Clodius begeht, mit Frauenkleidung angetan, Ehebruch. Clodius Pulcher und Pompeia
- LUCRETIA COLLATINI UXOR:[30] Lukretia, Gemahlin des Collatinus. Darstellung: Tod der Lukrezia
- THAMIRIS SCYTHARVM REGINA:[31] Tomyris, Königin der Skythen. Darstellung: Tomyris mit dem Haupt des Kyros

Die Rückseiten der Spielsteine sind spärlich dekoriert. Der Stein mit Adam und Eva enthält neben der lateinischen Inschrift das Herstellungsjahr des Spiels 1537, der Spielstein mit Hero und Leander den Namen des Künstlers bzw. der Künstlerwerkstatt Hans Kels.
Angesichts des alttestamentlichen Ursprungs der Szene mit Samson und Deliah ist es bemerkenswert, dass als Hintergrund die (älteste erhaltene) Stadtansicht Kaufbeurens gleichsam als Erinnerung an den aus dieser Reichsstadt stammenden Konzeptersteller verwendet wurde. Ferdinand I. kannte die Stadt durch Augenschein, unter anderem von seinem Besuch im Jahr 1531.

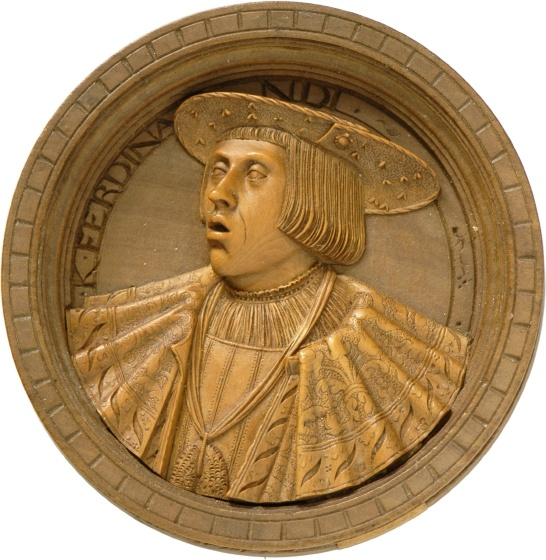
Zum Vergleich: Spielstein von Hans Kels dem Älteren mit dem Porträt König Ferdinands I., Landesmuseum Württemberg, Stuttgart

In der Kunstkammer der Herzöge von Württemberg des Landesmuseums Württemberg befinden sich künstlerisch und stilistisch vergleichbare Spielsteine, die ebenfalls Hans Kels dem Älteren zugeschrieben werden.